# Savolles
Savolles település Franciaországban, Côte-d’Or megyében. Lakosainak száma 146 fő (2022. január 1.). Savolles Magny-Saint-Médard, Belleneuve és Mirebeau-sur-Bèze községekkel határos.

## Népesség
A település népessége az elmúlt években az alábbi módon változott:
| Lakosok száma | 29   | 42   | 98   | 162  | 148  | 157  | 161  | 163  | 157  | 146  |
|               | 1968 | 1982 | 1990 | 2006 | 2013 | 2015 | 2017 | 2019 | 2020 | 2022 |